# William Ferrel

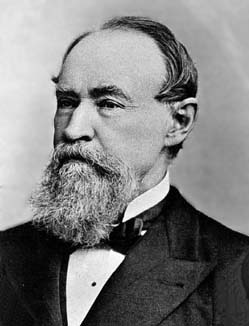
William Ferrel

William Ferrel (* 29. Januar 1817 im Bedford-, heute Fulton County, Pennsylvania, USA; † 18. September 1891 in Martinsburg, West Virginia) war ein US-amerikanischer Meteorologe.
Ferrel entwickelte Theorien, die die planetarische Zirkulation erklären und konstruierte eine Maschine zur Vorhersage der Gezeiten.

## Leben
Ferrel wuchs in sehr ärmlichen Verhältnissen auf, erarbeitete sich sein gesamtes Wissen als Autodidakt und wurde schließlich Schullehrer. Die Beobachtung einer partiellen Sonnenfinsternis im Jahr 1832 spornte ihn zu weiteren Studien an. 1837 hatte er genügend zusammengespart, um ein Studium zu beginnen. Er wurde 1844 graduiert und arbeitete danach weiter als Lehrer. 1854 gründete er in Nashville Tennessee eine eigene Schule. Nach seinem Umzug nach Nashville konnte er erstmals Büchereien nutzen. Drei Jahre später wurde ihm eine Stelle beim American Ephemeris and Nautical Almanac in Cambridge (Massachusetts) angeboten, die er ein Jahr später annahm. 1861 wurde er in die American Academy of Arts and Sciences gewählt, 1868 in die National Academy of Sciences.
Von 1867 bis 1882 arbeitete er beim U.S. Coast and Geodetic Survey (USCGS), bis zu seiner Pensionierung im Jahr 1886 beim Signal Service.

## Leistung
Um das Jahr 1850 stieß er zufällig auf eine Abhandlung über die Gezeiten und entdeckte, dass Pierre-Simon Laplace in seiner berühmten Abhandlung zur Himmelsmechanik ein Fehler unterlaufen sein müsse: die Wirkung von Sonne und Mond auf die Tiden auf der Erde muss die Erddrehung langsam abbremsen. (Laplace hatte den Effekt der Reibung nicht einbezogen.) Seine eigene Arbeit zu diesem Thema erschien 1853 im Astronomical Journal.
1856 erschien sein Artikel An essay on the winds and currents of the ocean, in dem er als Erster eine plausible Erklärung für die Windzirkulation in den mittleren Breiten der Erde vorlegte. 1858 veröffentlichte er den Artikel The influence of the Earth’s rotation upon the relative motion of bodies near its surface; hierin stellte er fest, dass ein Gegenstand, der sich auf der Erde bewegt, infolge der Erddrehung nach rechts (auf der Nordhalbkugel, Südhalbkugel: links) abgelenkt wird. (Fast gleichzeitig hatte der niederländische Meteorologe Christoph Buys Ballot seine Formulierung derselben Tatsache gefunden: Buys-Ballot-Gesetz (Barisches Windgesetz)).
Während seiner Tätigkeit in Cambridge hatte Ferrel Kontakt zu Mathematikern wie Simon Newcomb oder Asaph Hall und veröffentlichte eine Reihe bedeutender Artikel zum Thema Hydrodynamik.
In den folgenden Jahren erschienen von ihm noch: Popular Essays on the Movements of the Atmosphere (1882), Temperature of the Atmosphere and the Earth’s Surface (1884), Recent Advances in Meteorology (1886), and A Popular Treatise on the Winds (1889).
Im Jahr 1880 schlug er eine Mechanik vor, mit deren Hilfe die Gezeiten vorherberechnet werden konnten. Dieses Gerät ging drei Jahre später in Betrieb; mit seiner Hilfe wurden die Gezeiten für die Coast and Geodetic Survey Tide Tables 1885 ermittelt. Es versah seinen Dienst 25 Jahre lang.